# Llista d'asteroides/118801–118900
| Nom      | Designació provisional | Data de descobriment | Lloc de descobriment | Descobridor/s          |
| -------- | ---------------------- | -------------------- | -------------------- | ---------------------- |
| 118801 - | 2000 SY43              | 23 de setembre, 2000 | Socorro              | LINEAR                 |
| 118802 - | 2000 SG47              | 23 de setembre, 2000 | Socorro              | LINEAR                 |
| 118803 - | 2000 SC48              | 23 de setembre, 2000 | Socorro              | LINEAR                 |
| 118804 - | 2000 SN54              | 24 de setembre, 2000 | Socorro              | LINEAR                 |
| 118805 - | 2000 SB56              | 24 de setembre, 2000 | Socorro              | LINEAR                 |
| 118806 - | 2000 SO57              | 24 de setembre, 2000 | Socorro              | LINEAR                 |
| 118807 - | 2000 SC58              | 24 de setembre, 2000 | Socorro              | LINEAR                 |
| 118808 - | 2000 SZ59              | 24 de setembre, 2000 | Socorro              | LINEAR                 |
| 118809 - | 2000 SE65              | 24 de setembre, 2000 | Socorro              | LINEAR                 |
| 118810 - | 2000 SD69              | 24 de setembre, 2000 | Socorro              | LINEAR                 |
| 118811 - | 2000 SS73              | 24 de setembre, 2000 | Socorro              | LINEAR                 |
| 118812 - | 2000 SG80              | 24 de setembre, 2000 | Socorro              | LINEAR                 |
| 118813 - | 2000 ST80              | 24 de setembre, 2000 | Socorro              | LINEAR                 |
| 118814 - | 2000 SB97              | 23 de setembre, 2000 | Socorro              | LINEAR                 |
| 118815 - | 2000 SM108             | 24 de setembre, 2000 | Socorro              | LINEAR                 |
| 118816 - | 2000 SA109             | 24 de setembre, 2000 | Socorro              | LINEAR                 |
| 118817 - | 2000 SC119             | 24 de setembre, 2000 | Socorro              | LINEAR                 |
| 118818 - | 2000 SJ119             | 24 de setembre, 2000 | Socorro              | LINEAR                 |
| 118819 - | 2000 SW129             | 22 de setembre, 2000 | Socorro              | LINEAR                 |
| 118820 - | 2000 SO131             | 22 de setembre, 2000 | Socorro              | LINEAR                 |
| 118821 - | 2000 SM137             | 23 de setembre, 2000 | Socorro              | LINEAR                 |
| 118822 - | 2000 SP137             | 23 de setembre, 2000 | Socorro              | LINEAR                 |
| 118823 - | 2000 SH139             | 23 de setembre, 2000 | Socorro              | LINEAR                 |
| 118824 - | 2000 SY142             | 23 de setembre, 2000 | Socorro              | LINEAR                 |
| 118825 - | 2000 SY153             | 24 de setembre, 2000 | Socorro              | LINEAR                 |
| 118826 - | 2000 SV154             | 24 de setembre, 2000 | Socorro              | LINEAR                 |
| 118827 - | 2000 SY159             | 22 de setembre, 2000 | Socorro              | LINEAR                 |
| 118828 - | 2000 SF163             | 29 de setembre, 2000 | Ondřejov             | P. Kušnirák, P. Pravec |
| 118829 - | 2000 SJ163             | 30 de setembre, 2000 | Ondřejov             | P. Pravec, P. Kušnirák |
| 118830 - | 2000 SS169             | 24 de setembre, 2000 | Socorro              | LINEAR                 |
| 118831 - | 2000 SX171             | 27 de setembre, 2000 | Socorro              | LINEAR                 |
| 118832 - | 2000 SF174             | 28 de setembre, 2000 | Socorro              | LINEAR                 |
| 118833 - | 2000 SL180             | 28 de setembre, 2000 | Socorro              | LINEAR                 |
| 118834 - | 2000 SY186             | 21 de setembre, 2000 | Haleakala            | NEAT                   |
| 118835 - | 2000 SM190             | 23 de setembre, 2000 | Socorro              | LINEAR                 |
| 118836 - | 2000 SP197             | 24 de setembre, 2000 | Socorro              | LINEAR                 |
| 118837 - | 2000 SQ202             | 24 de setembre, 2000 | Socorro              | LINEAR                 |
| 118838 - | 2000 SO205             | 24 de setembre, 2000 | Socorro              | LINEAR                 |
| 118839 - | 2000 SA208             | 24 de setembre, 2000 | Socorro              | LINEAR                 |
| 118840 - | 2000 SM213             | 25 de setembre, 2000 | Socorro              | LINEAR                 |
| 118841 - | 2000 SR228             | 28 de setembre, 2000 | Socorro              | LINEAR                 |
| 118842 - | 2000 SN229             | 28 de setembre, 2000 | Socorro              | LINEAR                 |
| 118843 - | 2000 SW239             | 28 de setembre, 2000 | Socorro              | LINEAR                 |
| 118844 - | 2000 ST242             | 24 de setembre, 2000 | Socorro              | LINEAR                 |
| 118845 - | 2000 SP245             | 24 de setembre, 2000 | Socorro              | LINEAR                 |
| 118846 - | 2000 SU245             | 24 de setembre, 2000 | Socorro              | LINEAR                 |
| 118847 - | 2000 SF248             | 24 de setembre, 2000 | Socorro              | LINEAR                 |
| 118848 - | 2000 SZ248             | 24 de setembre, 2000 | Socorro              | LINEAR                 |
| 118849 - | 2000 SJ254             | 24 de setembre, 2000 | Socorro              | LINEAR                 |
| 118850 - | 2000 SL257             | 24 de setembre, 2000 | Socorro              | LINEAR                 |
| 118851 - | 2000 SX270             | 27 de setembre, 2000 | Socorro              | LINEAR                 |
| 118852 - | 2000 SV276             | 30 de setembre, 2000 | Socorro              | LINEAR                 |
| 118853 - | 2000 SZ286             | 26 de setembre, 2000 | Socorro              | LINEAR                 |
| 118854 - | 2000 ST289             | 27 de setembre, 2000 | Socorro              | LINEAR                 |
| 118855 - | 2000 SC298             | 28 de setembre, 2000 | Socorro              | LINEAR                 |
| 118856 - | 2000 SS299             | 28 de setembre, 2000 | Socorro              | LINEAR                 |
| 118857 - | 2000 SZ309             | 26 de setembre, 2000 | Socorro              | LINEAR                 |
| 118858 - | 2000 SM311             | 27 de setembre, 2000 | Socorro              | LINEAR                 |
| 118859 - | 2000 SO316             | 30 de setembre, 2000 | Socorro              | LINEAR                 |
| 118860 - | 2000 SW318             | 26 de setembre, 2000 | Socorro              | LINEAR                 |
| 118861 - | 2000 SM319             | 26 de setembre, 2000 | Socorro              | LINEAR                 |
| 118862 - | 2000 SK343             | 23 de setembre, 2000 | Socorro              | LINEAR                 |
| 118863 - | 2000 SK349             | 30 de setembre, 2000 | Anderson Mesa        | LONEOS                 |
| 118864 - | 2000 SQ351             | 29 de setembre, 2000 | Anderson Mesa        | LONEOS                 |
| 118865 - | 2000 SP354             | 29 de setembre, 2000 | Anderson Mesa        | LONEOS                 |
| 118866 - | 2000 SS354             | 29 de setembre, 2000 | Anderson Mesa        | LONEOS                 |
| 118867 - | 2000 SB355             | 29 de setembre, 2000 | Anderson Mesa        | LONEOS                 |
| 118868 - | 2000 ST360             | 21 de setembre, 2000 | Anderson Mesa        | LONEOS                 |
| 118869 - | 2000 SS362             | 20 de setembre, 2000 | Socorro              | LINEAR                 |
| 118870 - | 2000 TE8               | 1 d'octubre, 2000    | Socorro              | LINEAR                 |
| 118871 - | 2000 TZ12              | 1 d'octubre, 2000    | Socorro              | LINEAR                 |
| 118872 - | 2000 TW13              | 1 d'octubre, 2000    | Socorro              | LINEAR                 |
| 118873 - | 2000 TY14              | 1 d'octubre, 2000    | Socorro              | LINEAR                 |
| 118874 - | 2000 TK28              | 3 d'octubre, 2000    | Socorro              | LINEAR                 |
| 118875 - | 2000 TD29              | 3 d'octubre, 2000    | Socorro              | LINEAR                 |
| 118876 - | 2000 TB41              | 1 d'octubre, 2000    | Anderson Mesa        | LONEOS                 |
| 118877 - | 2000 TM44              | 1 d'octubre, 2000    | Socorro              | LINEAR                 |
| 118878 - | 2000 TT49              | 1 d'octubre, 2000    | Socorro              | LINEAR                 |
| 118879 - | 2000 TT54              | 1 d'octubre, 2000    | Socorro              | LINEAR                 |
| 118880 - | 2000 TJ57              | 2 d'octubre, 2000    | Anderson Mesa        | LONEOS                 |
| 118881 - | 2000 TK57              | 2 d'octubre, 2000    | Anderson Mesa        | LONEOS                 |
| 118882 - | 2000 TL59              | 2 d'octubre, 2000    | Anderson Mesa        | LONEOS                 |
| 118883 - | 2000 US4               | 24 d'octubre, 2000   | Socorro              | LINEAR                 |
| 118884 - | 2000 UN12              | 24 d'octubre, 2000   | Socorro              | LINEAR                 |
| 118885 - | 2000 UZ23              | 24 d'octubre, 2000   | Socorro              | LINEAR                 |
| 118886 - | 2000 UL27              | 24 d'octubre, 2000   | Socorro              | LINEAR                 |
| 118887 - | 2000 UH35              | 24 d'octubre, 2000   | Socorro              | LINEAR                 |
| 118888 - | 2000 UX35              | 24 d'octubre, 2000   | Socorro              | LINEAR                 |
| 118889 - | 2000 UJ38              | 24 d'octubre, 2000   | Socorro              | LINEAR                 |
| 118890 - | 2000 UM41              | 24 d'octubre, 2000   | Socorro              | LINEAR                 |
| 118891 - | 2000 UA44              | 24 d'octubre, 2000   | Socorro              | LINEAR                 |
| 118892 - | 2000 UE44              | 24 d'octubre, 2000   | Socorro              | LINEAR                 |
| 118893 - | 2000 UU46              | 24 d'octubre, 2000   | Socorro              | LINEAR                 |
| 118894 - | 2000 UW46              | 24 d'octubre, 2000   | Socorro              | LINEAR                 |
| 118895 - | 2000 UO53              | 24 d'octubre, 2000   | Socorro              | LINEAR                 |
| 118896 - | 2000 UQ59              | 25 d'octubre, 2000   | Socorro              | LINEAR                 |
| 118897 - | 2000 UR60              | 25 d'octubre, 2000   | Socorro              | LINEAR                 |
| 118898 - | 2000 UV62              | 25 d'octubre, 2000   | Socorro              | LINEAR                 |
| 118899 - | 2000 UF66              | 25 d'octubre, 2000   | Socorro              | LINEAR                 |
| 118900 - | 2000 UA67              | 25 d'octubre, 2000   | Socorro              | LINEAR                 |